# Axagssläktet
Axagssläktet (Schoenus) är ett släkte i familjen halvgräs med omkring 100 arter. I Sverige förekommer två axag (S. ferrugineus) och knappag (S. nigricans).